# Sylvibracon rogezensis
Sylvibracon rogezensis är en stekelart som först beskrevs av Granger 1949.  Sylvibracon rogezensis ingår i släktet Sylvibracon och familjen bracksteklar. Inga underarter finns listade i Catalogue of Life.